# Jappic
Jappic war eine Automarke des britischen Stellmacherbetriebes Jarvis aus Wimbledon. Die Produktion fand lediglich im Jahre 1925 statt.
Das einzige Modell war ein Cyclecar. Der Wagen hatte nur einen Sitzplatz und wurde von einem Motor des Herstellers J.A.P. mit 350 cm³ oder 500 cm³ Hubraum angetrieben – daher der Name. Das Gewicht betrug 203 kg.